# Підводні човни типу «Резолюшен»
| ПЧАРБ типу Резолюшен       | ПЧАРБ типу Резолюшен                                  | ПЧАРБ типу Резолюшен                                  |
| -------------------------- | ----------------------------------------------------- | ----------------------------------------------------- |
| Resolution class.          |                                                       |                                                       |
|                            |                                                       |                                                       |
| Модель човна в музеї RAF   |                                                       |                                                       |
| Під прапором               | Велика Британія                                       | Велика Британія                                       |
| Спуск на воду              | 1967—1969 рр (4 човни)                                | 1967—1969 рр (4 човни)                                |
| Виведений зі складу флоту  | 1992—1996 рр                                          | 1992—1996 рр                                          |
| Проєкт                     |                                                       |                                                       |
| Тип ПЧ                     | Підводні човни атомні з ракетами балістичними (ПЧАРБ) | Підводні човни атомні з ракетами балістичними (ПЧАРБ) |
| Класифікація НАТО          | SSBN Resolution                                       | SSBN Resolution                                       |
| Вартість                   | 110 млн.$ /човен                                      | 110 млн.$ /човен                                      |
| Основні характеристики     |                                                       |                                                       |
| Швидкість (надводна)       | 20 вузлів (37 км/год)                                 | 20 вузлів (37 км/год)                                 |
| Швидкість (підводна)       | 25 вузлів (47 км/год)                                 | 25 вузлів (47 км/год)                                 |
| Робоча глибина занурення   | 210 м                                                 | 210 м                                                 |
| Гранична глибина занурення | 300 м                                                 | 300 м                                                 |
| Автономність плавання      | біля 70 діб                                           | біля 70 діб                                           |
| Екіпаж                     | 143 осіб (13 офіцерів)                                | 143 осіб (13 офіцерів)                                |
| Розміри                    |                                                       |                                                       |
| Довжина найбільша (по КВЛ) | 129,5 м                                               | 129,5 м                                               |
| Ширина корпусу найб.       | 10,1 м                                                | 10,1 м                                                |
| Середня осадка (по КВЛ)    | 9,1 м                                                 | 9,1 м                                                 |
| Водотоннажність надводна   | 7500 т.                                               | 7500 т.                                               |
| Озброєння                  |                                                       |                                                       |
| Торпедно- мінне озброєння  | Носові: 6 ТА калібру 533-мм типу «Tigerfish»          | Носові: 6 ТА калібру 533-мм типу «Tigerfish»          |
| Ракетне озброєння          | 16 шахтних установок для ракет Поларіс                | 16 шахтних установок для ракет Поларіс                |
| Зображення на Вікісховищі  |                                                       |                                                       |

Підводні човни типу «Резолюшен» (англ. Resolution class) — тип ПЧАРБ ВМС Великої Британії. Було побудовано і передано флоту 4 човни. Перший проєкт британських ПЧАРБ спроєктованих на початку 1960-х років, на основі ПЧАРБ США «Лафаєт»

## Історія
Роботи зі створення ядерної зброї почалися у Великій Британії в 1940-х роках і вже в 1952 році в Австралії була успішно випробувана перша атомна бомба. На першому етапі єдиними носіями ядерних зарядів були англійські стратегічні бомбардувальники, однак вже до початку 60-х років вони застаріли а займатися розробкою нових було визначено недоцільним. Спроба створення наземних БР «Blue Streak» не вдалася. Тому командування ВМФ у травні 1962 року запропонувало уряду Великої Британії придбати БР «Поларіс», якими повинні були бути оснащені п'ять ПЧАРБ, розроблених на основі британських АПЧ типу «Веліант». Цей план отримав широку підтримку не тільки в парламенті Великої Британії, але і у Вашингтоні. У результаті в грудні 1962 року в місті Нассау на Багамських островах було підписано угоду між президентом США Джоном Кеннеді і прем'єр-міністром Великої Британії Гарольд Макмілланом (пакт Нассау) про продаж балістичних ракет «Поларіс А3» без головних частин взамін на надання території в затоці Холі-Лох в Шотландії для базування ПЧАРБ ВМС США. Таким чином, Велика Британія брала на себе зобов'язання розробити носії ракет «Поларіс», а також їх головних частин, а США повинні були надати самі ракети. Крім того, з 1962 року всі ядерні випробування Великої Британії, в тому числі боєголовок балістичних ракет морського базування стали проводитися на полігоні в штаті Невада. Процес створення ПЧАРБ типу «Резолюшен» дуже слабо освітлювався в пресі, проте відомо, що величезну допомогу в створенні підводних човнів цього типу надали фахівці Бюро Кораблебудування ВМС США.

## Конструкція
Завдяки участі американських фахівців прототипом створюваної підводного човна «Резолюшн» став американський тип «Лафайєт». Однак цей проєкт був доопрацьований з урахуванням технічних рішень, що застосовувалися на британських АПЛ типу «Веліант». Так, носові горизонтальні рулі були перенесені з рубки на носову частину корпусу і їх зробили такими що заховуються в легкий корпус човна . Були дещо змінені обводи легкого корпусу. У кормі вони були припідняті, а в носовій частині надбудова ракетних шахт сполучася з надбудовою, плавно спліталася з носовим краєм корпусу, що і дозволило розмістити під нею носові горизонтальні рулі.
Підводні човни типу «Резолюшн» були змішаної одно-двокорпусної архітектури. Двокорпусні конструкції були в районі носового відсіку. Корпус корабля підвищеної міцності був виконаний у формі циліндрів різних діаметрів, а в кормової краю у формі зрізаного еліптичного конуса. Перехід від однієї форми корпусу до іншого, а також до різних діаметрах циліндрів здійснювався за допомогою еліптичних конічних обичайок. Краю завершувалися міцними торосферичними перегородками. Для зниження гідролокаційної помітності корпусу човнів вони були покриті гумовим протигідролокаційним покриттям.
Міцний корпус розділили на дев'ять (а не на шість, як на човнах типу «Лафаєт») відсіків плоскими водонепроникними перегородками. Це дозволило поліпшити параметри надводної непотоплюваності:
1. — торпедний;
2. — житловий, крім того в ньому розміщувалися акумуляторні батареї (АБ) і бойові пости радіотехнічного озброєння;
3. — відсік Головного Командного Пункту (ДКП), пости Системи Управління ракетних стрільб (СУРС) і навігаційний центр з інерціальних навігаційних системах (ІНС);
4. — ракетний,
5. — відсік допоміжних механізмів (дизель-генератор (ДГ), компресори та холодильні машини);
6. — реакторний,
7. — відсік постів управління паром — що виробляє (ППУ) і паротурбінних (ПТУ) установок,
8. — турбінний відсік (головного турбозубчатого агрегату (ГТЗА)),
9. — відсік допоміжних механізмів.

Крім того, для підвищення бойової стійкості човна було вирішено при будівництві корпусу використовувати більш міцну американську сталь HY-80 замість британської QT-35. Завдяки всім вищеописаним рішенням випробувальна глибина занурення була доведена до 300 м.

### Система занурення і спливання
Корабель мав дві групи цистерн головного баласту — носову і кормову. Обидві перебували в легкому корпусі на краях. У кожній з груп було по три розділених побортно цистерни. Цистерни продувалися повітрям високого тиску. ПЧАРБ типу «Резолюшн» була оснащена (як і американські аналоги) системою порохових акумуляторів тиску, яка забезпечувала спливання корабля в аварійних ситуаціях. Оснащення було проведено відповідно до програми «SUBSAFE» після загибелі американського підводного човна Thresher.

## Озброєння

### Ракетне озброєння

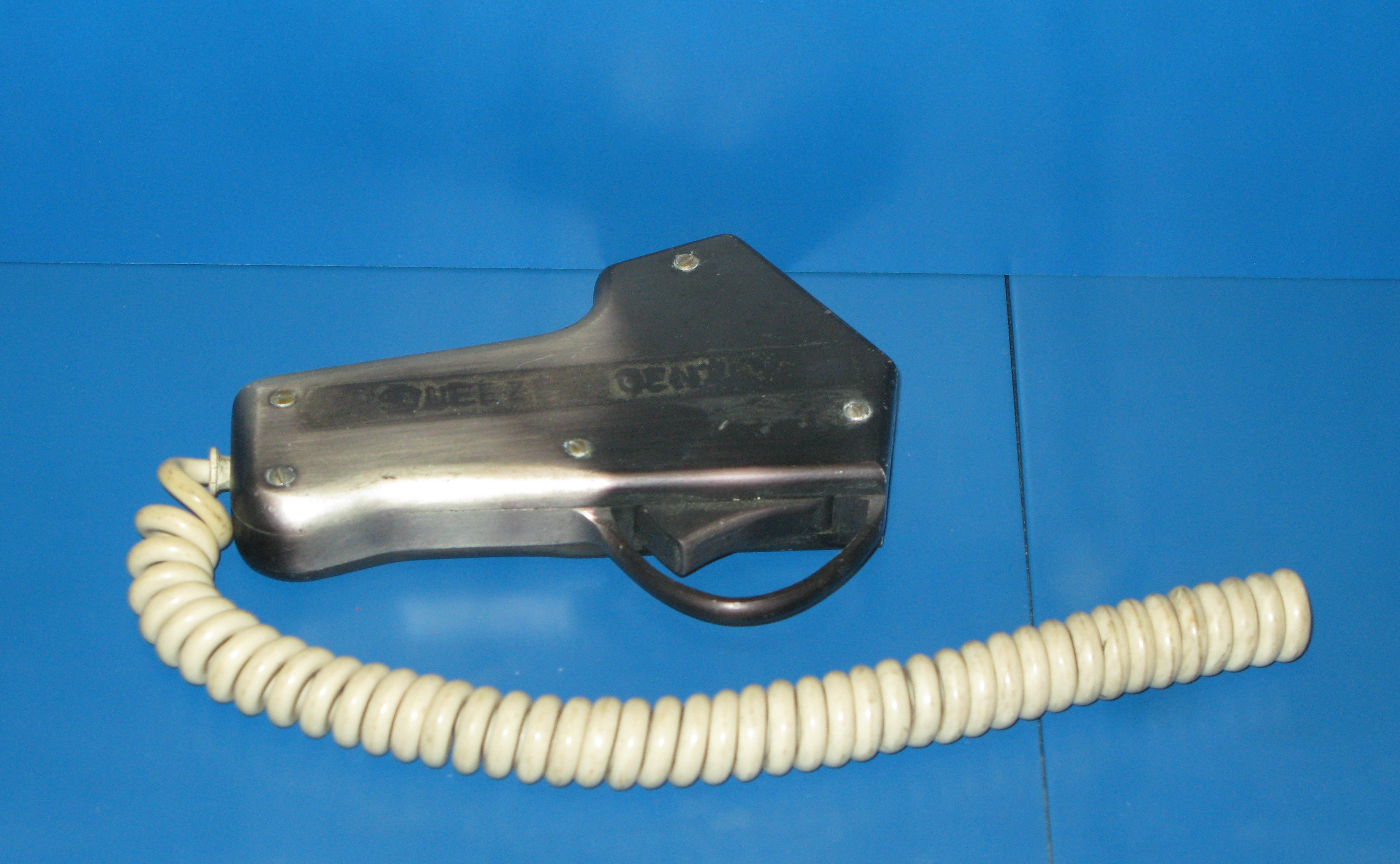
Рукоятра для запуску балістичних ракет «Поларіс»

Основу озброєння підводних човнів типу «Резолюшн» становили 16 балістичних ракет «Поларіс А3T». Ці ракети були повністю ідентичні таким же ракетам, що стояли на озброєнні ВМС США. Навіть головні частини ракет (всупереч пакту Нассау) були повністю ідентичні американським. При цьому на полігоні в Неваді Велика Британія продовжувала випробовувати свої ядерні заряди. Всього було куплено 128 ракет «Поларіс А3» — подвійний боєзкомплект на кожний з човнів.
Однак ще до виходу першого підводного човна типу «Резолюшн» (Резолюшн (S22)) на перше бойове патрулювання, ВМС Великої Британії підняли перед урядом питання про підвищення ефективності МСЯС (морських стратегічних ядерних сил). Це було викликано тим, що до кінця 1964 року стало відомо про активну роботу Радянського Союзу над створенням систем ПРО, здатних захистити головні промислові та економічні центри країни. Ракетам, які були б запущені з підводних човнів, що перебувають на патрулюванні в Північній Атлантиці, в Північному і Баренцевому морях, довелося б долати ці системи ПРО . Для вирішення цієї проблеми ВМС Великої Британії звернули увагу на американську програму, спрямовану на підвищення бойової стійкості ракети «Поларис A3» (UGM-27C) за рахунок глибокої її модернізації. За рахунок зменшення кількості бойових блоків з трьох до двох планувалося оснастити ракету, яка дістала назву «Поларіс А3А», комплексом засобів подолання ПРО і вдосконаленою, більш стійкою до вражаючих факторів ядерного вибуху, системою управління. Однак при цьому знизилася дальність польоту ракети з 4630 км до 3710 км. Ця обставина не влаштовувала військових і ракета «Поларіс А3А» так і не була прийнята на озброєння. Замість цього було прийнято рішення про оснащення ПЧАРБ типу «Лафайєт» новими перспективними БРПЧ «Посейдон-С3». Однак в силу конструктивних особливостей перші 10 ракетоносців типів «Джордж Вашингтон» і «Етен Аллен» не могли бути оснащені новою ракетою "Посейдон-С3 ". Для підвищення бойової ефективності цих човнів було прийнято рішення про заміну ракети «Поларіс А3» на більш досконалу «Поларіс А3Т», при розробці якої застосовувалися напрацювання програми «Antelope». Цією ракетою і були оснащені в 1968–1970 роках підводні човни типу «Резолюшн».
Після розробки ракети «Поларіс А3Т» США відмовилися від програми «Antelope» на користь ракети «Посейдон-С3». Проте Велика Британія продовжила програму перейменувавши її в «Super Antelope». В рамках цієї програми тривали роботи з подальшого вдосконалення ракети «Поларіс А3Т». З самого початку ця програма відчувала сильну протидію з боку військових, які пропонували інші варіанти:
- переозброїти ПЧАРБ американською ракетою «Посейдон-С3» — 1965 рік

- «Mini-Poseydon» — оснащення БРПЧ «Поларіс А3Т» головною частиною від ракети «Посейдон- С3» з шістьма бойовими блоками індивідуального наведення по 200кТ кожен — 1971 рік

- «Hybrid» — варіант БРПЧ «Посейдон-С3 „з оснащенням її КСП (комплексом засобів подолання) ПРО, розробленим в рамках програми“ Super Antelope» — 1972 рік

- «Option M» — використання БРПЧ "Посейдон-С3 "з бойовими блоками без індивідуального наведення — 1973 рік.

Конструктивно будь-яке з цих рішень могло бути реалізовано, однак всі пропозиції були відхилені у зв'язку з високою вартістю виконання робіт. Тому в березні 1974 року було оголошено про початок робіт за програмою «Chevaline». Результатом цієї програми стало створення наступної модифікації ракети «Поларіс А3» — «Поларіс А3TK». Перший етап льотних випробувань нової ракети почався у вересні 1977 року і тривав до травня 1980 року. Всього було здійснено 11 запусків з наземного стенда. Всі вони були повністю або частково успішними. У той же час з травня 1974 по квітень 1980 року на полігоні в Неваді було проведено шість підземних термоядерних вибухів, в ході яких випробовувалися БЧ нової ракети і її елементи. Другий етап випробувань, що почався в листопаді 1980 року, містив у собі два запуски ракети з борту підводного човна HMS Renown (S26) — третій човен типу «Резолюшен». Обидва запуску були визнані вдалими. Відразу після цих запусків човен був поставлений на модернізацію під нову ракету «Поларіс А3TK». Крім того, в рамках програми «Chevaline», робилися спроби модифікації двигунів ракети «Поларіс А3Т» для досягнення дальності не менше 4000 км. Для цієї мети з бортів підводних човнів типу «Резолюшен» в 1986–1987 роках було проведено вісім пусків, один з яких був невдалим. Вже до кінця 1979 року в програму було вкладено більше одного мільярда фунтів стерлінгів.
Самим цікавим і важливим нововведенням «Поларіс А3TK» була нова головна частина зі ступенем розведення бойових блоків. Вона була значно перероблена і дозволяла тепер розмістити два бойових блоки по 225 кТ кожен. Більш того, ці блоки могли наводитися на об'єкти, що знаходяться на відстані до 70 км і завдяки цьому загальна площа ураження досягала 18000 км ². Крім того, було збільшено кількість та якість помилкових цілей — важких і легких (надувних), а також дипольних відбивачів.
Перший ПЧАРБ — оснащений новою ракетою — HMS Renown (S26) вийшов на бойове чергування в середині 1982 року. Четвертий і останній ПЧАРБ — HMS Revenge (S27) у 1988 році.

### Торпедне озброєння
У порівнянні з «Лафайетом» число торпедних апаратів збільшили до шести, розташувавши їх у два ряди.

## Енергетичне обладнання
Головна енергетична установка (ГЕУ) була майже такою ж, як і на «Лафаєт». Але на човнах була встановлений ядерний водо-водяний реактор PWR-1 фірми Rolls-Royce британської розробки і виробництва. Всі контури охолодження реактора живилися забортною водою. Крім того, обидва автономних турбогенератора (АТГ) розташовувалися горизонтально (а не вертикально, як на «Лафайєтах»). Кожен з них мав свій головний конденсатор з системою додаткових конденсатних та циркуляційних насосів, а також складною системою трубопроводів. Така схема дозволяла забезпечити роботу АТГ в разі виходу з ладу обох головних турбозубчатих агрегатів (ГТЗА).
На кораблі була відсутня висувна рушійно-рульова колонка (ВРРК), а як резервний і аварійний засіб руху використовувався головний електродвигун (ГЕД) на лінії валу, який отримував живлення від акумуляторних батарей або дизель- генератора. На малих ходах стали використовувати режим допоміжного (часткового) турбоелектрорушія. Для зниження шумності впровадили подвійну амортизацію ГТЗА, яка була особливо ефективна при роботі ПТУ (паротурбінної установки) на потужності до 50 %. У всьому іншому «Резолюшен» практично повністю повторював прототип.

## Радіоелектронне і гідроакустичне обладнання
Човни були оснащені радіотехнічним озброєнням англійського виробництва.

## Базування
Одночасно з будівництвом кораблів і удосконаленням ракет ВМС створювали систему базування і обслуговування перших ПЧАРБ Великої Британії. Місцем для бази була обрана північна частина бухти Гер-Лох в затоці Ферт-оф-Клайд. Місцем для зберігання арсеналу підводних човнів був обраний східний берег бухти Лох-Лонг. Військово-морська база отримала ім'я Фаслейн. Вона знаходиться в 32 км від Глазго. База включає в себе плавучий док (вантажопідйомністю 9000 тонн, довжиною 168 і шириною 28 метрів), командний пункт зі штабом ескадри, берегові майстерні, склади, навчальний центр і казарми для екіпажів підводних човнів.
У Фаслейн базувалися всі підводні човни типу «Резолюшен», що входили в 10-ту ескадру підводних човнів. Арсенал ракетної зброї знаходився в 13 км від Фаслейн. Він містив у собі два сховища (для ракет і для головних частин до них), причал для завантаження і вивантаження ракет на кораблі. Арсенал був повністю оснащений кранами, будівлями для збирання і розбирання ракет, для перевірки ракет, а також житловими і адміністративними будівлями.

## Експлуатація
Бойове використання ПЧАРБ Великої Британії відрізнялося від використання ПЧАРБ ВМС США. Відповідно до початкових планів кожен з чотирьох човнів повинен був знаходитися два місяці в морі на бойовому патрулюванні і один місяць в базі для відновлення боєздатності (огляду матеріальної частини, дрібного ремонту, заміна частини боєзапасу і поповнення запасів). Для нормального функціонування човна в подібному режимі було прийнято рішення про створення двох рівноцінних екіпажів — «правого борту» і «лівого борту». Зміна екіпажів проводилася після повернення корабля з бойового патрулювання. Таким чином, передбачалося, що більшу частину часу на бойовому патрулюванні будуть перебувати три підводні човни, проте як правило в морі перебувала тільки два човни. У разі загострення міжнародної обстановки в море міг вийти і третій корабель.
Після розпаду Радянського Союзу, в цілях економії, число екіпажів скоротили до п'яти. Після цього в морі перебував лише один човен. Другий перебував на базі в бойовій готовності, маючи можливість в будь-який момент вийти в море. Два інші перебували на капітальному або технічному ремонті. На завершальному етапі служби човнів типу «Резолюшен» їх коефіцієнт оперативного використання (КОВ) не перевищував 0,25. За час життєвого циклу кожен з човнів пройшов по три капітальні ремонти. Проміжок між ними становив приблизно 4-5 років. Усі ремонтні роботи проводилися в Росайті — основній ремонтній базі британських АПЧ.
У 1965–1967 роках верф у Росайті спеціально реконструювали для можливості проведення ремонтних робіт британських ПЧАРБ. Зазвичай капітальний ремонт включав в себе заміну активної зони (АЗ) реактора, зовнішні і внутрішні корпусні роботи, модернізацію систем озброєння і радіотехнічних засобів, облицювання або відновлення корпусу шумопоглинаючими матеріалами, заміну механізмів і агрегатів, що виробили свій ресурс і т. д. Після завершення капітального ремонту човен проходив ряд випробувань, у тому числі контрольно-тренувальні пуски ракет на полігоні на мисі Канаверал в США. Потім човен переходив в Фаслейн, де вводився в режим бойової готовності.
ПЧАРБ типу «Резолюшен» брали активну участь у Холодній війні, зробивши в цілому 229 виходів на бойове чергування. «Стартові позиції» ракетних субмарин «Резолюшен» розташовувалися в Норвезькому морі, поблизу берегів СРСР. Незважаючи на хорошу репутацію і прийнятні характеристики ПЧАРБ, в середині 70-х років стало ясно, що і самі човни, і ракетний комплекс «Поларіс» незабаром застаріють. Дальність польоту ракет не дозволяла відсунути район бойового чергування подалі від радянських берегів, а човни створені в середині 60-х років, вже не могли надійно ховатися в районах, насиченими радянськими засобами протичовнової оборони — підводними човнами-"мисливцями ", протичовновими крейсерами і літаками. Усі човни типу «Резолюшн» залишалися на озброєнні КВМФ до середини 1990-х років, поки поступово не були замінені більш досконалими ПЧАРБ типу «Венгард»

## Сучасний статус
Усі човни проєкту виведені зі складу флоту.

## Оцінка проєкту
| Порівняльна таблиця ПЧАРБ другого покоління | Порівняльна таблиця ПЧАРБ другого покоління | Порівняльна таблиця ПЧАРБ другого покоління | Порівняльна таблиця ПЧАРБ другого покоління | Порівняльна таблиця ПЧАРБ другого покоління | Порівняльна таблиця ПЧАРБ другого покоління | Порівняльна таблиця ПЧАРБ другого покоління | Порівняльна таблиця ПЧАРБ другого покоління |
| Країна                                      | США                                         | США                                         | СРСР                                        | СРСР                                        | СРСР                                        | Велика Британія                             | Франція                                     |
| ------------------------------------------- | ------------------------------------------- | ------------------------------------------- | ------------------------------------------- | ------------------------------------------- | ------------------------------------------- | ------------------------------------------- | ------------------------------------------- |
| ПЧАРБ                                       | Лафаєт                                      | Джеймс Медісон Бенджамін Франклін           | 667А «Навага»                               | 667Б «Мурена»                               | 667БД «Мурена-М»                            | Резолюшен                                   | Редутабль                                   |
| Побудовано                                  | 1961—1964                                   | 1962—1967                                   | 1964—1974                                   | 1971—1977                                   | 1973—1975                                   | 1964—1969                                   | 1964—1985                                   |
| Експлуатація                                | 1963—1994                                   | 1964—1995                                   | 1967—2004                                   | 1973—2003                                   | 1975—1999                                   | 1966—1996                                   | 1969—2008                                   |
| Кількість                                   | 9                                           | 10+12                                       | 34                                          | 18                                          | 4                                           | 4                                           | 6                                           |
| Водозаміщення (т) надводне підводне         | 7 250 8 250                                 | 7 250 8 250                                 | 7 760 11 500                                | 8 900 13 700                                | 10 500 15 750                               | 7 500 8 500                                 | 8 100 8 900                                 |
| Число ракет                                 | 16 «Поларіс» А-3, потім «Посейдон» С-3      | 16 «Посейдон» С-3 або «Трайдент I» С-4      | 16 Р-27                                     | 12 Р-29                                     | 16 Р-29Д                                    | 16 «Поларіс» А-3ТК                          | 16 M1, потім М2, потім М20, потім M4        |
| ГЧ: блоків × потужністю                     | 3×600 Кт 10×50 Кт                           | 10×50 Кт 8×100 Кт                           | 1×1 Мт                                      | 1×1 Мт                                      | 1×800 Кт                                    | 3×600 Кт                                    | 1×500 Кт 1×500 Кт 1×1,2 Мт 6×150 Кт         |
| Вага ГЧ (кг)                                | 760 кг 2000 кг                              | 2000 кг 1360 кг                             | 650 кг                                      | 1100 кг                                     | 1100 кг                                     | 760 кг                                      | 1360 кг 1360 кг 1000 кг ?                   |
| Дальність (км)                              | 4300 км 4600 км                             | 4600 км 8×7400 км                           | 2400 км                                     | 7800 км                                     | 9100 км                                     | 4300 км                                     | 3000 км 3200 км 3200 км 5000 км             |

## Представники
| Назва              | Завод. № | Завод                                          | Зображення                   | Закладний                    | Спущений на воду             | Переданий флоту              | Виведений з флоту            |
| ------------------ | -------- | ---------------------------------------------- | ---------------------------- | ---------------------------- | ---------------------------- | ---------------------------- | ---------------------------- |
| «Резолюшен»        | S22      | Файл:Ships crest of HMS Resolution (S22) . jpg | Vickers-Armstrongs           | 26 лютого 1964               | 15 вересня 1966              | 2 жовтня 1967                | 22 жовтня 1994               |
| «Ріпалс»           | S23      | Файл:Ships crest of HMS Repulse (S23). jpg     | Vickers-Armstrongs           | 12 березня 1965              | 4 листопада 1967             | 28 вересня 1968              | 1996                         |
| «Рінаун»           | S26      | Файл:Ships crest of HMS Renown (S26). jpg      | Cammell Laird                | 25 червня 1964               | 25 лютого 1967               | 15 листопада 1968            | 1996                         |
| «Рівенж»           | S27      | Файл:Ships crest of HMS Revenge (S27). jpg     | Cammell Laird                | 19 травня 1965               | 15 березня 1968              | 4 грудня 1969                | 1992                         |
| Реміліз (Ramilles) | -        | будівництво скасовано в 1964                   | будівництво скасовано в 1964 | будівництво скасовано в 1964 | будівництво скасовано в 1964 | будівництво скасовано в 1964 | будівництво скасовано в 1964 |